# 曼谷單軌鐵路黃線
曼谷單軌鐵路黃線（音素換寫：S̄āy s̄ī h̄elụ̄xng），又稱納卡拉皮帕線（รถไฟฟ้ามหานคร สายนัคราพิพัฒน์，Nakkhara Phiphat），由第十世王陛下御賜名，意為「城市繁榮」。黃線為泰王國曼谷和北榄府營運中的高架快速交通路線，由曼谷地鐵（MRT）營運。路線全長30.4（18.9英里），共設有23座車站，另有兩座計劃中車站等待批准。全线耗資550億泰銖興建。起初計劃以地鐵和高架的重鐵路線興建，後來在2012年決定以高架單軌鐵路興建以減少建築成本。2018年黃線建設，於2023年7月3日投入營運。

## 歷史
黃線最初由日本顧問於1990年代中期提出，作為單軌鐵路線，但10年來幾乎沒有進展。2004年運輸和交通政策與規劃辦公室(OTP) 將該提案重新修改為一條地鐵路線。2009年又有人建議將路線改為高架單軌路線，作為節省成本的措施。2011年12月，交通運輸部指示將黃線分為兩期進行招標和建設，並降低土地徵用成本。2012年黃線完成細部設計，確定採用單軌技術。2013年2月OTP表示黃線的招標將在2014年進行。
然而為確定單軌車輛相關的技術的延遲導致了招標的延誤，隨後2013年－2014年泰國反政府示威導致了更多的延誤。此後，2014年5月的政變導致新的軍政府成立，招標被暫停，所有公共交通項目進行了為期18個月的審查。之後軍政府指示黃線改為PPP招標，招標流程於2016年中發布，同年12月中國與泰國合資公司獲得該招標，並於2017年和泰國大眾捷運局組成東曼谷單軌鐵路公司運營黃線。
東曼谷單軌鐵路公司曾提議將黃線北延連接素坤逸线，但曼谷捷運藍線運營商擔心影響藍線收益損失而反對此計畫。黃線的建設於2018年3月開始，在經過5年建設後，黃線自2023年6月3日至6月19日間陸續開始試運營，7月3日正式開通。

## 車輛

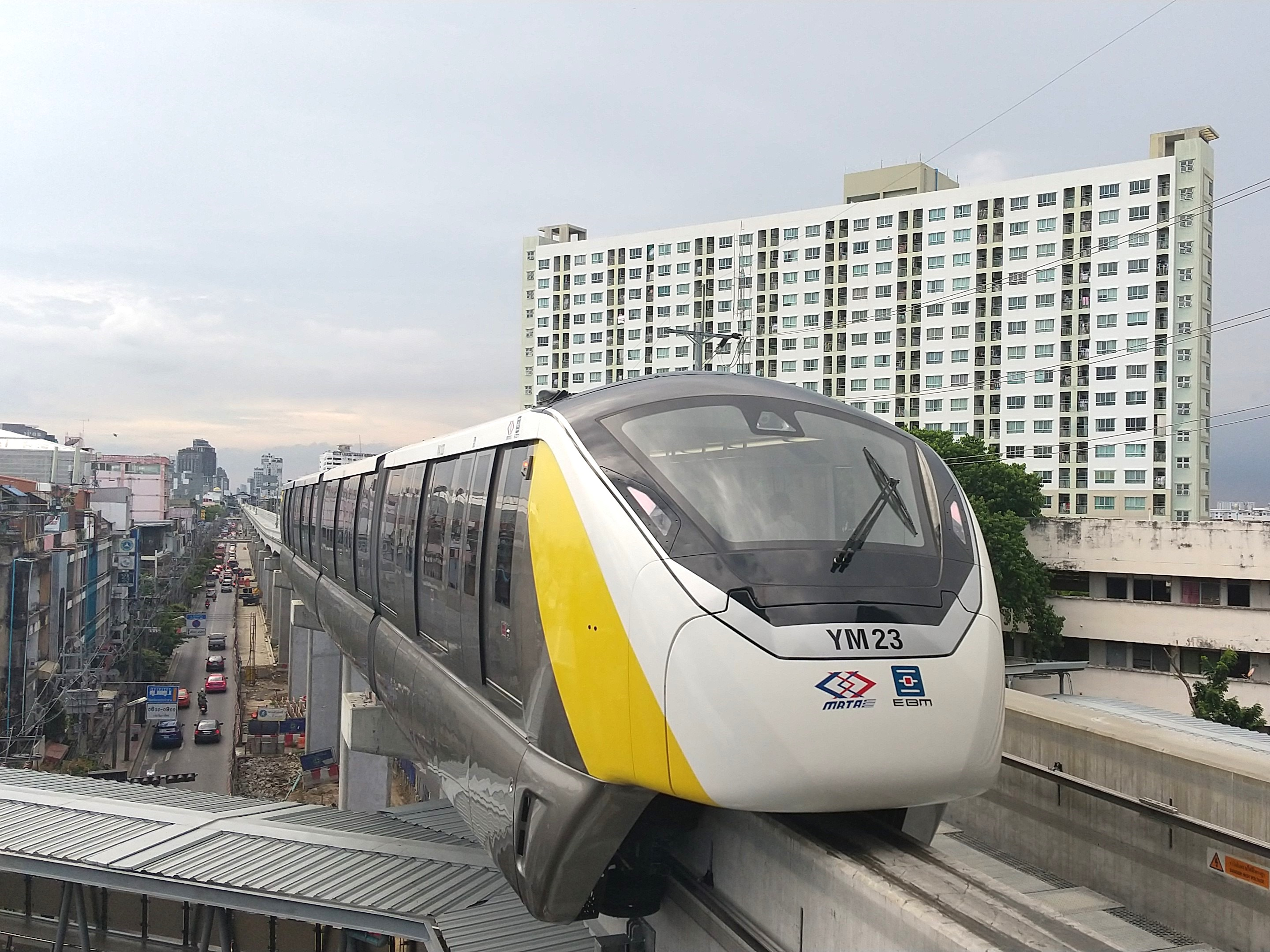
曼谷单轨黄线车辆

曼谷單軌鐵路黄线和粉紅線使用庞巴迪INNOVIA單軌300型列车，共采购70列，其中28列用于黄线，每一列车为4节编组，4輛編組的單方向運力為24,100人/小時，8輛編組的運能為单方向49,600人/小時。
曼谷單軌鐵路列車將由位於中國蕪湖的中車浦鎮龐巴迪運輸系統公司（龐巴迪運輸與中車南京浦鎮的合資企業）製造。列车自2020年9月开始交付太方，所有车辆原定於2022年初交付，但後來被推遲，最後一組列车於2023年3月上旬交付。

## 車站

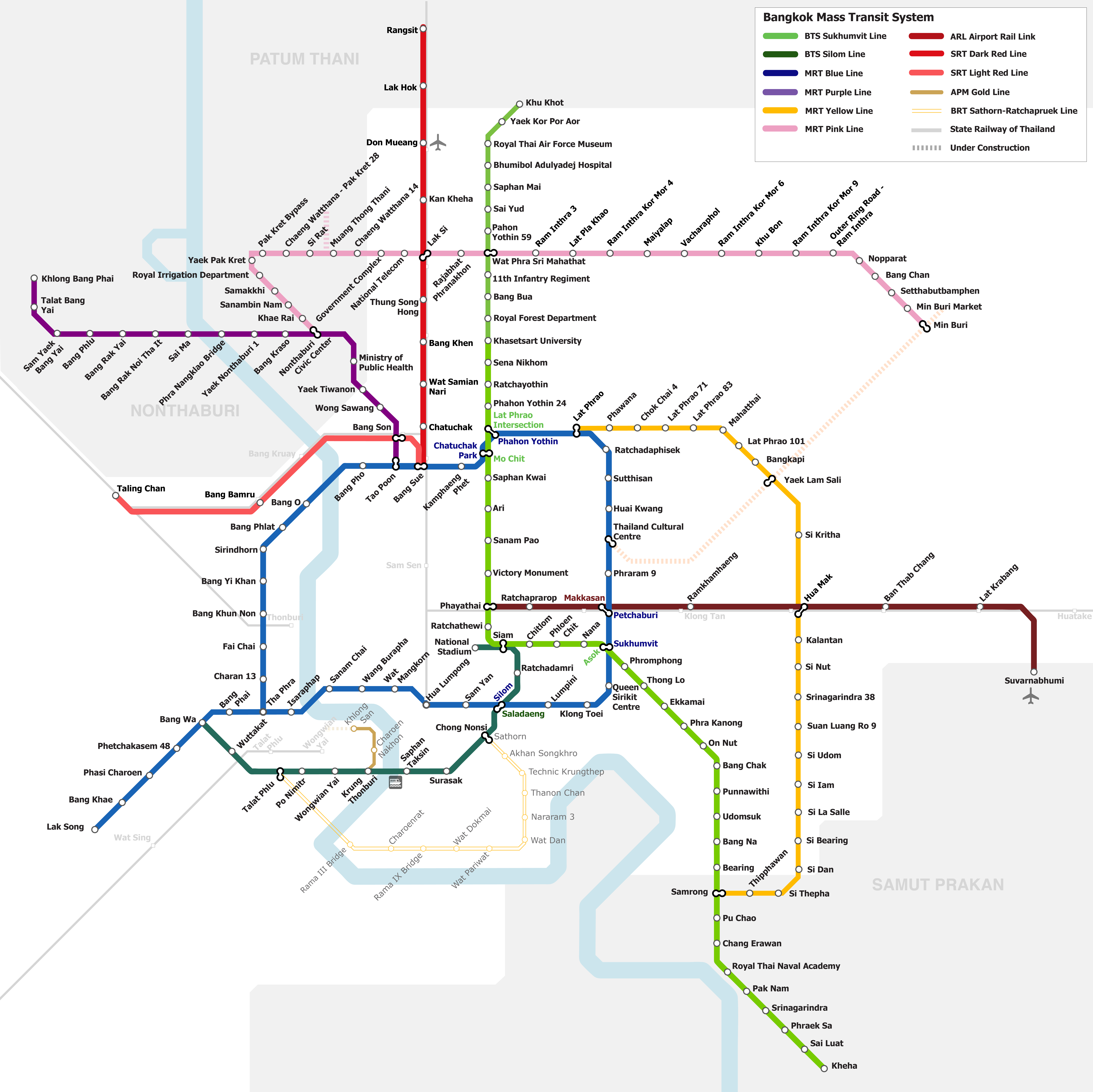
曼谷城市轨道交通路線圖

黃線全長30.4公里，設有25座車站（包括兩座計劃中车站）：
| 編號 | 站名             | 站名 | 站名 | 轉乘路線                                          | 啟用          | 所在地 |
| 編號 | 中文             | 英文 | 泰文 | 轉乘路線                                          | 啟用          | 所在地 |
| ---- | ---------------- | ---- | ---- | ------------------------------------------------- | ------------- | ------ |
|      |                  |      |      |                                                   |               |        |
|      | 叻拋             |      |      | MRT 叻拋                                          | 2023年6月19日 | 曼谷   |
|      | 拍瓦那           |      |      |                                                   | 2023年6月12日 | 曼谷   |
|      | 促猜4            |      |      |                                                   | 2023年6月12日 | 曼谷   |
|      | 叻拋71           |      |      |                                                   | 2023年6月12日 | 曼谷   |
|      | 叻拋83           |      |      | BMA 差隆叻（計劃中）                              | 2023年6月12日 | 曼谷   |
|      | 瑪哈泰           |      |      |                                                   | 2023年6月12日 | 曼谷   |
|      | 叻拋101站        |      |      |                                                   | 2023年6月12日 | 曼谷   |
|      | 曼卡比           |      |      |                                                   | 2023年6月12日 | 曼谷   |
|      | 藍沙利岔路口     |      |      | MRT 藍沙利岔路口（興建中）、 MRT 差隆叻（規劃中） | 2023年6月12日 | 曼谷   |
|      | 是基他           |      |      |                                                   | 2023年6月12日 | 曼谷   |
|      | 華目             |      |      | SRT 華目（預計2023年） ARL 華瑪                   | 2023年6月3日  | 曼谷   |
|      | 吉蘭丹           |      |      |                                                   | 2023年6月3日  | 曼谷   |
|      | 是努             |      |      |                                                   | 2023年6月3日  | 曼谷   |
|      | 斯里那加林德拉38 |      |      |                                                   | 2023年6月3日  | 曼谷   |
|      | 拉瑪九世王御苑   |      |      |                                                   | 2023年6月3日  | 曼谷   |
|      | 是烏龍           |      |      |                                                   | 2023年6月3日  | 曼谷   |
|      | 是任             |      |      | BTS （計劃中）                                    | 2023年6月3日  | 曼谷   |
|      | 是拉塞爾         |      |      |                                                   | 2023年6月3日  | 曼谷   |
|      | 是北寧           |      |      |                                                   | 2023年6月3日  | 北欖府 |
|      | 是丹             |      |      |                                                   | 2023年6月3日  | 北欖府 |
|      | 是提帕           |      |      |                                                   | 2023年6月3日  | 北欖府 |
|      | 提帕萬           |      |      |                                                   | 2023年6月3日  | 北欖府 |
|      | 三榕             |      |      | BTS 三榕                                          | 2023年6月3日  | 北欖府 |
|      |                  |      |      |                                                   |               |        |

## 計劃未來延線
完工後黃線以三榕為總站。未來可能由三榕站跨過昭拍耶河與曼谷地鐵紫線連結。

## 外部連結
- 官方网站
- Airport Rail Link, BTS, MRT & BRT network map （页面存档备份，存于）